# Zía
Los zía o tsiya (de significado desconocido) son una tribu indígena perteneciente al grupo de lenguas keresan y cultura pueblo que vive en Nuevo México. Su lengua tenía unos 463 hablantes en 1990. Según datos del BIA de 1995, había 745 apuntados al rol tribal, pero según el censo de 2000 estaban registrados 2.820 individuos. El Pueblo de Zía (condado de Sandoval, Nuevo México) tiene 646 habitantes, de los cuales el 99,85 % son amerindios y el 0,46 % hispanos.

## Símbolo del sol

El símbolo zía del sol de la bandera de Nuevo México.

Los indios zía de Nuevo México ven al sol como un símbolo sagrado. Su símbolo, el círculo rojo que agrupa los rayos del sol en cuatro direcciones, se pinta en las ceremonias para presentar a los niños recién nacidos. El cuatro es un número sagrado para los zía y puede encontrarse repetido en cuatro puntos irradiándose en cuatro direcciones del círculo.
Líneas Superiores: representan los 4 puntos Cardinales (Norte, Sur, Este, y Oeste)
Líneas Inferiores: representan las 4 fases de un día (Amanecer, Tarde, Crepúsculo, y Noche)
Líneas Izquierdas: representan las 4 fases de la vida (Niñez, Juventud, Adultez, y Vejez)
Líneas Derechas: representan las 4 fases de un año (Primavera, Verano, Otoño, e Invierno)
Todas las líneas representan al sol en un círculo interminable de paz y amor sin fin o comienzo es un ciclo para los zia.